# Арское (Кировская область)
Арское — село в составе Немского района Кировской области.

## География
Находится на расстоянии примерно 10 километров по прямой на запад-юго-запад от районного центра поселка Нема.

## История
Село известно с 1773 года, когда там было учтено 17 душ мужского пола. Богословская каменная церковь построена в 1894 году. Занятие жителей в XIX веке: земледелие и ремесла, катание валеной обуви, плотничество. В 1873 году учтено дворов 34 и жителей 266, в 1905 61 и 333, в 1926 67 и 389, в 1950 50 и 122 соответственно, в 1989 159 жителей. До 2021 года входила в Немское городское поселение Немского района, ныне непосредственно в составе Немского района.

## Население
Постоянное население составляло 149 человек (русские 98 %) в 2002 году, 47 в 2010.